# 도독
도독(都督)은 전근대 동아시아의 군관직이다. 처음에는 단순히 군사 감독관에 불과했으나 위진시대 이후 군을 통솔하는 군사장관직으로 바뀌었다. 신라에서는 9주의 장을 일컫는 말로 쓰이기도 하였다.

## 한국의 도독

### 신라의 도독
《삼국사기》 직관지(職官志)에 의하면, 505년(지증왕 6년) 이사부(異斯夫)를 실직주(悉直州)의 군주(軍主)로 삼았는데, 661년(문무왕 1년) 총관(摠管)으로 바꾸었고, 785년(원성왕 1년) 도독으로 그 명칭을 고쳤다고 한다.

#### 상대
문무왕 이후 이미 도독의 명칭이 나타나고 있는 것으로 보아, 문무왕 때 9주 장관의 명칭으로 도독이 사용되었고, 총관은 전국적인 군사동원의 필요에 따라 임시로 사용되었던 것을 알 수 있다. 문무왕 때 군주의 명칭이 도독으로 변경된 것은 9주 장관의 기능에서 군사적 성격이 배제되고, 단순한 행정적 외관(外官)이 되었음을 나타낸다.

#### 중대
그리고 삼국통일 이전은 군주의 임명기사가 빈번한 것에 비하여, 704년(성덕왕 3) 김대문(金大問)의 한산주도독 임명기사 이후 선덕왕대에 이르기까지 100여 년간 임명기사가 누락되어 있는 것을 보면,  중대에는 도독이 가지는 정치·군사상의 중요성이 그리 크지 않았음을 알 수 있다. 문무왕 때 군주의 명칭이 도독으로 변경된 것은 9주 장관의 기능에서 군사적 성격이 배제되고, 단순한 행정적 외관(外官)이 되었음을 나타낸다.

#### 하대
하대에 들어서면 도독이 강력한 세력자로 재등장하여 군사적 활동을 수행하는 동시에 지방세력과도 결부되어 그 세력이 강화되었다.
하대의 도독 중 주목되는 인물은 김헌창(金憲昌)·김흔(金昕)·김양(金陽) 등의 무열왕계 사람들이다. 이들은 시중(侍中)·병부령(兵部令)으로 승진되어 귀족연립적인 하대의 성격을 뚜렷하게 만들 만큼 중요한 지위를 차지하거나, 원성왕계 왕실에 도전해 반란을 주도하기도 하였다.
그리고 신라 말기 문성왕 이후에는 외관으로서의 임무를 수행하기보다 자신의 근무지에서 성주·장군으로 불리는 호족의 입장이 되어 독립된 세력으로 성장, 신라 붕괴의 요인이 되었다. 이에 대해 군주를 일률적으로 주의 장관으로 보지 않고, 그러한 주 역시 재지세력(在地勢力)의 편제과정에서 성립된 것으로 설명하기도 한다.

#### 9주도독(부)
- 한주도독부
- 삭주도독부
- 명주도독부
- 웅주도독부
- 상주도독부
- 전주도독부
- 무주도독부
- 강주도독부
- 양주도독부

### 고려의 도독(부)
- 천안도독부